# صقلاویه
صقلاویه (به عربی: الصقلاویة) یک منطقهٔ مسکونی در عراق است که در استان انبار واقع شده‌است.

## خصوصیات
صقلاویه ۵۰٬۰۰۰ نفر جمعیت دارد و ۴۲ متر بالاتر از سطح دریا واقع شده‌است.